# Roberto Marcelino Ortiz
Roberto Marcelino Ortiz, nome completo Jaime Gerardo Roberto Marcelino María Ortiz Lizardi - (Buenos Aires, 24 settembre 1886 – Buenos Aires, 15 luglio 1942), è stato un politico argentino.
Fu presidente dell'Argentina dal 20 febbraio 1938 al 27 giugno 1942, durante il cosiddetto decennio infame.